# Синунгуруза, Теренс
Теренс Синунгуруза (рунди и фр. Thérence Sinunguruza; 2 августа 1959, Кайокво, Мваро — 8 мая 2020, Бужумбура) — бурундийский политический и государственный деятель, первый вице-президент Бурунди (28 августа 2010 — октябрь 2013), дипломат, Министр иностранных дел Бурунди (2001—2005), юрист, судья.

## Биография
Представитель народности тутси. Изучал право в Университете Бурунди. Работал в судебной системе, в конце 1980-х годов был заместителем председателя Верховного суда Бурунди.
В 1993 году возглавлял Независимую национальную избирательную комиссию (CENI) во время первых демократических выборов в Бурунди. В 1993—1994 годах был постоянным представителем Бурунди в ООН в Нью-Йорке.
Активный деятель националистической партии «Союз национального прогресса» (франц. Union pour le Progrès national, UPRONA).
В 1994 году назначен министром по институциональным реформам и связям с Национальным собранием. С августа 1996 по 2001 год работал министром юстиции и хранителем печати.
Министр иностранных дел Бурунди (2001—2005). С 2005 по 2010 год избирался членом парламента Бурунди.
В 2010—2013 годах занимал пост первого вице-президента Бурунди, отвечая за политические, административные вопросы и вопросы безопасности страны.
Умер после непродолжительной болезни.